# Hypopyra endoxantha
Hypopyra endoxantha là một loài bướm đêm trong họ Erebidae.